# Шмидрюд
Шмидрюд (нем. Schmiedrued) — коммуна в Швейцарии, в кантоне Аргау.
Входит в состав округа Кульм.  Население составляет 1207 человек (на 31 декабря 2007 года). Официальный код  —  4143.